# 다이샤
다이샤(大社)는 큰 신사 혹은 헤이안 시대 초기의 연희식 신명장에 다이샤로 적혀 있는 492개의 신사, 또는 '~타이샤'라고 자칭하는 신사를 말한다. 신사의 계급을 가리키는 용어이다.
1946년에 폐지된 샤카쿠(社格)라는 오래된 신사 등급 시스템에 따라 분류된, 문자 그대로 "위대한 신사"이다.

## 같이 보기
- 신궁 (신토)